# Kazimierz Sztaba
Kazimierz Stanisław Sztaba (ur. 17 lipca 1931 w Krakowie, zm. 27 sierpnia 2019) – polski inżynier górnictwa, wykładowca Akademii Górniczo-Hutniczej w Krakowie.

## Życiorys
W 1949 ukończył Państwowe Gimnazjum i Liceum w Rudniku nad Sanem i podjął studia na Akademii Górniczo-Hutniczej, które ukończył w 1953, uzyskując tytuł inżyniera, a w 1955 magistra inżyniera o specjalności przeróbki mechanicznej. W 1952 podjął pracę jako nauczyciel akademicki w Katedrze Przeróbki Mechanicznej Kopalin na Wydziale Górniczym AGH. Z Wydziałem Górniczym związał swoją karierę akademicką, uzyskując kolejno tytuły doktora nauk technicznych (1960), doktora habilitowanego (1964), profesora nadzwyczajnego (1969), i zwyczajnego (1977).
Na Akademii Górniczo- Hutniczej pełnił funkcję dyrektora Instytutu Przeróbki i Wykorzystania Surowców Mineralnych na Wydziale Górniczym AGH (1968–1985) i prorektora odpowiedzialnego za kształcenie kadr (1969–1972). W 2002 przeszedł na emeryturę.
Pochowany na cmentarzu Batowickim w Krakowie (kw. CCCI-płd.-4).

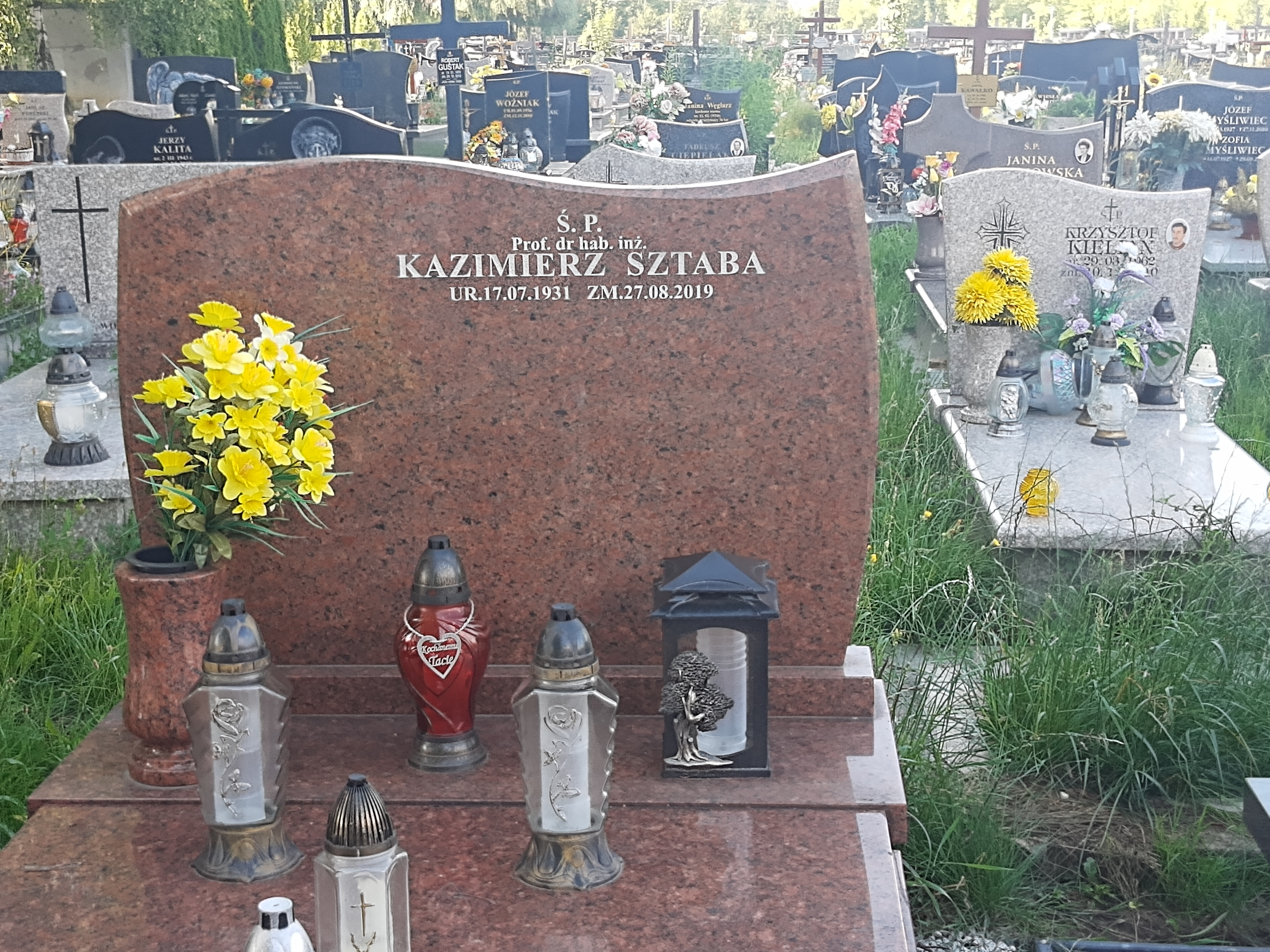
Grób prof. Kazimierza Sztaby na Cmentarzu Prądnik Czerwony

## Działalność naukowa
Jest autorem ponad 300 publikacji naukowych i promotorem dwudziestu siedmiu prac doktorskich. W pracy naukowej zajmował się górnictwem i geologią inżynierską, inżynierią mineralną, przeróbką kopalin stałych. Jest autorem pojęcia „inżynieria mineralna”, jako odrębnej dziedziny naukowej i technicznej. Wieloletni członek stały Państwowej Rady Górnictwa, wchodził w skład kilku Komitetów Polskiej Akademii Nauk: Górnictwa, Gospodarki Surowcami Mineralnymi i Podstaw Inżynierii Środowiska. W latach 1975–1996 i 1999–2009 przewodniczył Sekcji Wykorzystania Surowców Mineralnych. Wykonywał również opracowania na rzecz przemysłu: modernizacji i rozwoju zakładów przeróbki i sterowania optymalizującego procesami technologicznymi.

## Odznaczenia
Złoty Krzyż Zasługi, Krzyż Kawalerski Orderu Odrodzenia Polski, Krzyż Oficerski Orderu Odrodzenia Polski, Krzyż Komandorski Orderu Odrodzenia Polski, Medal Komisji Edukacji Narodowej, Medal 30-lecia Polski Ludowej, Medal 40-lecia Polski Ludowej, Srebrny i Brązowy Medal „Za zasługi dla obronności kraju”.

## Działalność filatelistyczna
Wielką pasją Kazimierza Sztaby była filatelistyka. Był autorem ponad sześćdziesięciu publikacji z zakresu filatelistyki, jurorem na wystawach filatelistycznych, wiceprezesem (1993–2001) i prezesem (od 2001) Polskiej Akademii Filatelistyki oraz członkiem czynnym Europejskiej Akademii Filatelistyki (od 2001).